# Gliczarów Górny
Gliczarów Górny is een plaats in het Poolse district Tatrzański, woiwodschap Klein-Polen. De plaats maakt deel uit van de gemeente Biały Dunajec en telt 818 inwoners.